# Gangara Karimou
Gangara Karimou ist ein Dorf im Arrondissement Zinder V der Stadt Zinder in Niger.

## Geographie
Das von einem traditionellen Ortsvorsteher (chef traditionnel) geleitete Dorf befindet sich südlich des Stadtzentrums im ländlichen Gemeindegebiet von Zinder, der Hauptstadt der gleichnamigen Region Zinder. Zu den Nachbardörfern von Gangara Karimou zählen Gogo im Nordwesten, Dan Kiffi im Norden und Toubori im Nordosten.
Wie im gesamten Gemeindegebiet von Zinder herrscht das Klima der Sahelzone vor, mit einer durchschnittlichen jährlichen Niederschlagsmenge zwischen 300 und 400 mm. Das Grundwasser liegt in einer Tiefe von 25 bis 45 Metern.

## Bevölkerung
Bei der Volkszählung 2012 hatte Gangara Karimou 4497 Einwohner, die in 824 Haushalten lebten. Bei der Volkszählung 2001 betrug die Einwohnerzahl 374 in 67 Haushalten und bei der Volkszählung 1988 belief sich die Einwohnerzahl auf 214 in 36 Haushalten.

## Wirtschaft und Infrastruktur
Es gibt eine Schule im Dorf.